# Böhmerwald Straße
Die Böhmerwald Straße (B 38) ist eine Landesstraße in Österreich. Sie verläuft auf einer Länge von 174,8 km durch das Waldviertel und das Mühlviertel. Ihren Ausgangspunkt nimmt die Straße an der Ortsumfahrung von Horn im Norden von Niederösterreich. Von hier führt sie zunächst am Truppenübungsplatz Allentsteig vorbei nach Rastenfeld am Ottensteiner Stausee und weiter nach Zwettl. Anschließend führt die Böhmerwald Straße im südlichen Rand des Gratzener Berglandes entlang nach Freistadt. Von dort verläuft die Straße entlang des namensgebenden Böhmerwaldes parallel zur Staatsgrenze nach Tschechien, bevor sie bei Wegscheid die Staatsgrenze nach Deutschland erreicht.

## Geschichte
Die Ursprünge dieser Verkehrsverbindung sind im mittelalterlichen Polansteig zu suchen, der Horn, Zwettl und Freistadt verband, der aber beispielsweise im Bereich des Truppenübungsplatzes Allentsteig einen im Detail anderen Straßenverlauf hatte.
Die Straße von Zwettl über Döllersheim, Neupölla, Fuglau zur Horn-Budweiser Straße nächst Horn gehört zu den 17 Straßen, die 1866 zu niederösterreichischen Landesstraßen erklärt wurden.
Die Freiwaldstraße in Oberösterreich wurde erst in den 1930er Jahren gebaut. Sie war eine Verlängerung der Freistadt-Sandler Bezirksstraße, die bereits 1866 den Bezirksstraßen zugeordnet wurde, und führte über das Schloss Rosenhof bis zur Landesgrenze bei Schönberg.
Nach dem Anschluss Österreichs wurde die Freiwaldstraße im Zuge der Vereinheitlichung des Straßensystems am 1. April 1940 in eine Landstraße I. Ordnung umgewandelt und als L.I.O. 25 bezeichnet. Am 23. März 1942 wurde sie durch einen Erlass des Generalinspekteurs für das Deutsche Straßenwesen zum Bestandteil der Reichsstraße 388 erklärt.
Die Horn-Freistädter Straße zwischen Horn und Freistadt gehört seit dem 1. Jänner 1950 zum Netz der Bundesstraßen in Österreich.

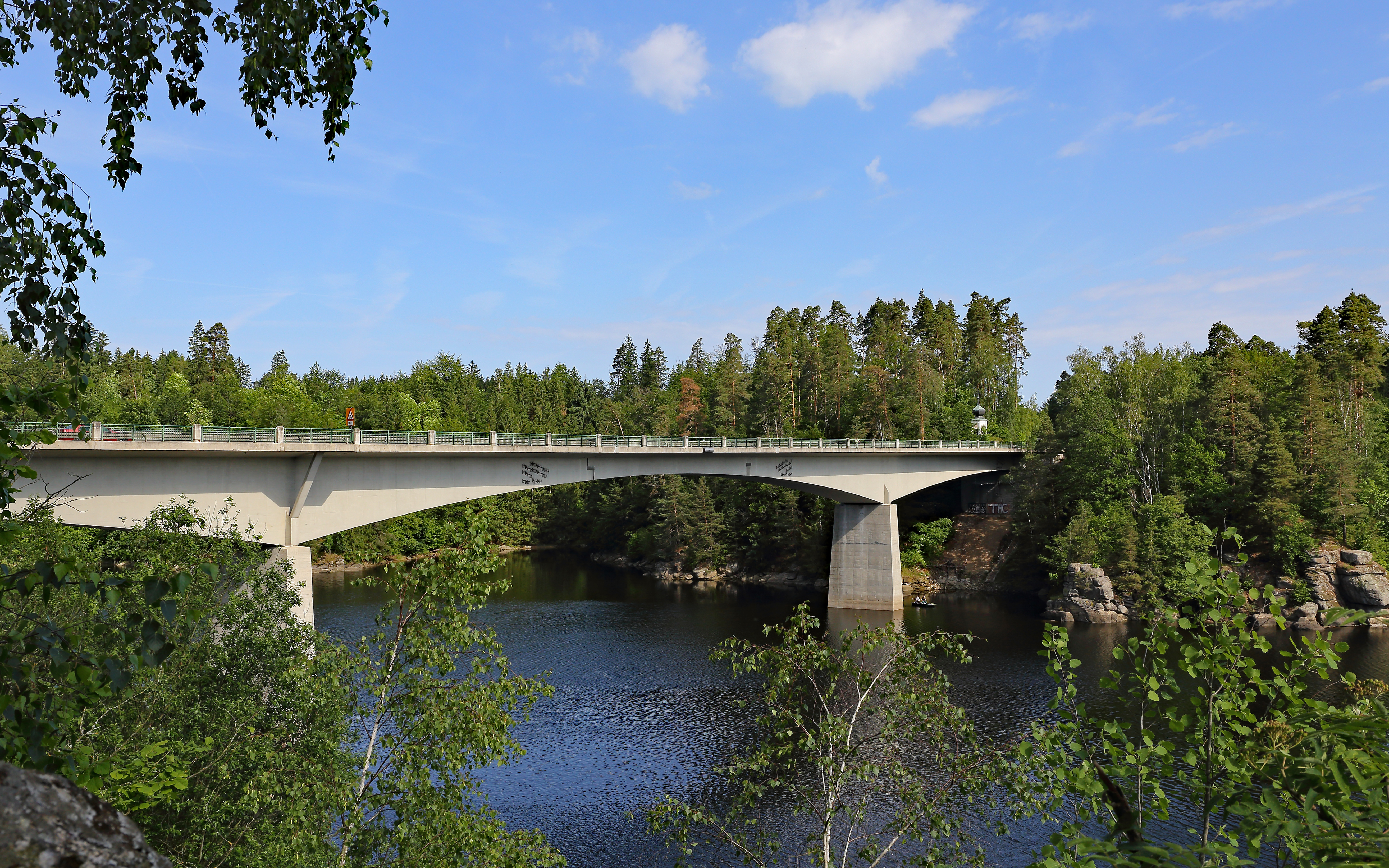
Spannbetonbrücke über den Stausee Ottenstein

Beim Bau des Kraftwerks Ottenstein musste eine 700 Meter lange Spannbetonbrücke zwischen Friedersbach und Rastenfeld errichtet werden. Beim Bau der Purzelkampbrücke kam es am 24. Oktober 1956 zu einem Bauunglück, bei dem zehn Bauarbeiter ihr Leben verloren.
Der westliche Streckenabschnitt zwischen Freistadt und Kollerschlag hieß ursprünglich Sternwald Straße und gehört seit dem 1. Jänner 1950 ebenfalls zum Netz der Bundesstraßen in Österreich.
Seit dem 1. April 1983 wird die gesamte Strecke als Böhmerwald Straße bezeichnet.